# Krympning
Krympning, det vill säga den minskning av textila material i storlek som sker efter tvätt, är vid vävning beroende av den temperatur som material i varp och inslag tål, samt vävtekniken som påverkar mängden material och karaktären på inslaget. Vissa tekniker fordrar ymnig tillgång på inslaget, andra att inslaget hålls en aning sträckt. 
För beräkning av varpflätans längd ingår som regel den längsgående krympningen i beräkningen på vävsedeln, men det kan vara väldigt lätt hänt att glömma bort krympningen på bredden som i och för sig som regel är avsevärt mindre.
För bomull beräknas en generell krympning på 10 %, lingarn 5 %, ull 10 %, cottolin 10 %, men textilier som är framställda i vissa vävtekniker krymper mer än andra beroende på inslagstäthet och antal bindepunkter.
Även stickade textila material, vanligen kallade "trikå", krymper vid tvätt.